# جيم ماكلولين (لاعب كرة قاعدة)
جيم ماكلولين (بالإنجليزية: Jim McLaughlin)‏ هو لاعب كرة قاعدة أمريكي، ولد في 3 يناير 1902 في سانت لويس في الولايات المتحدة، وتوفي في 15 ديسمبر 1968 في ماونت فيرنون في الولايات المتحدة.

## وصلات خارجية
- جيم ماكلولين على موقعبيزبول رفرنس.كوم (الدوري الرئيسي) (الإنجليزية)
- جيم ماكلولين على موقعبيزبول رفرنس.كوم (الدوري الثانوي) (الإنجليزية)